# Grant (voornaam)
Grant is een Engelstalige jongensnaam.

## Bekende naamdragers
- Grant Allen, Canadees-Brits wetenschappelijk publicist
- Grant Boswell, Amerikaans triatleet
- Grant Brits, Australisch zwemmer
- Grant Evans, Schots voetballer
- Grant Green, Amerikaans jazzmuzikant en componist
- Grant Hackett, Australisch zwemmer
- Grant Heslov, Amerikaans acteur
- Grant Hill, Amerikaans basketballer
- Grant Nicholas, Brits zanger (van de groep Feeder)
- Grant Show, Amerikaans acteur

## Fictieve figuren
- Grant Mitchell, personage uit de Britse soapserie EastEnders